# U-662
O Unterseeboot 662 foi um submarino alemão do Tipo VIIC, pertencente a Kriegsmarine que atuou durante a Segunda Guerra Mundial. Foram construidos 568 submarinos da mesma classe entre os anos de 1938 e 1944.
Em 193 dias de operação de guerra o U-662 afundou 4 navios mercantes totalizando 25 783 toneladas de arqueação bruta . Entre os navios torpedeados e afundados estava o navio mercante britânico SS Empire Whale (1919-1943), que ao ir a pique levou consigo 47 pessoas entre tripulantes e passageiros.
Em 21 de julho de 1943 o U-boot 662 que era comandado pelo Oberleutnant Heinz-Eberhard Müller esteve sob ataque aéreo e foi posto a pique. O combate aconteceu ao largo do estado brasileiro do Amapá. O avião atacante um Consolidated PBY Catalina de prefixo PBY-5A 94-P-4 era comandado pelo tenente-aviador norte-americano Richard H. Rowland. O Catalina com um ferido a bordo, foi avariado pelo fogo antiaéreo do submarino. Botes foram lançados para os sobreviventes (3 tripulantes), que foram recolhidos mais tarde pelo navio de patrulha PC 494.

## Comandantes
| Comandante                   | Data                                         |
| ---------------------------- | -------------------------------------------- |
| KrvKpt. Wolfgang Hermann     | 9 de abril de 1942 - 14 de fevereiro de 1943 |
| Kptlt. Heinz-Eberhard Müller | 10 de março de 1943 - 21 de julho de 1943    |

## Operações
O submarino em sua carreira, participou de quatro patrulhas.

### Subordinação

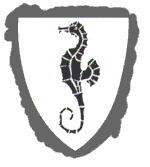
5ª Flotilha de Unterseeboot.

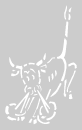
7ª Flotilha de Unterseeboot.

O submarino esteve ligado a 5ª Flotilha de Unterseeboot durante o período de treinamento da tripulação. Nas operações de guerra esteve subordinado a 7. Unterseebootsflottille que tinha St. Nazaire na França como base de operações.
| 9 de abril de 1942 - 30 de setembro de 1942 | 5ª Flotilha de Unterseeboot |
| 1 de outubro de 1942 - 21 de julho de 1943  | 7ª Flotilha de Unterseeboot |

### Patrulhas
Em sua primeira patrulha o submarino se deslocou da base de Kiel (Alemanha) para a base de Lorient na França ocupada, passou pelas costas da Islândia no Atlântico Norte, indo em direção ao sul, chegando até as ilhas dos Açores. Na saída seguinte foi em direção a região central do Atlântico norte aportando no final da viagem na base de St. Nazaire. Nesta viagem foi afundado o navio mercante Ville de Rouen. Na patrulha de nº 3 retornou a região central do Atlântico Norte, chegando as costas do Canadá. O U-662 em sua derradeira patrulha, navegou em direção sul chegando a costa norte do Brasil, aonde foi atacado em duas oportunidades e afundado na sequencia.

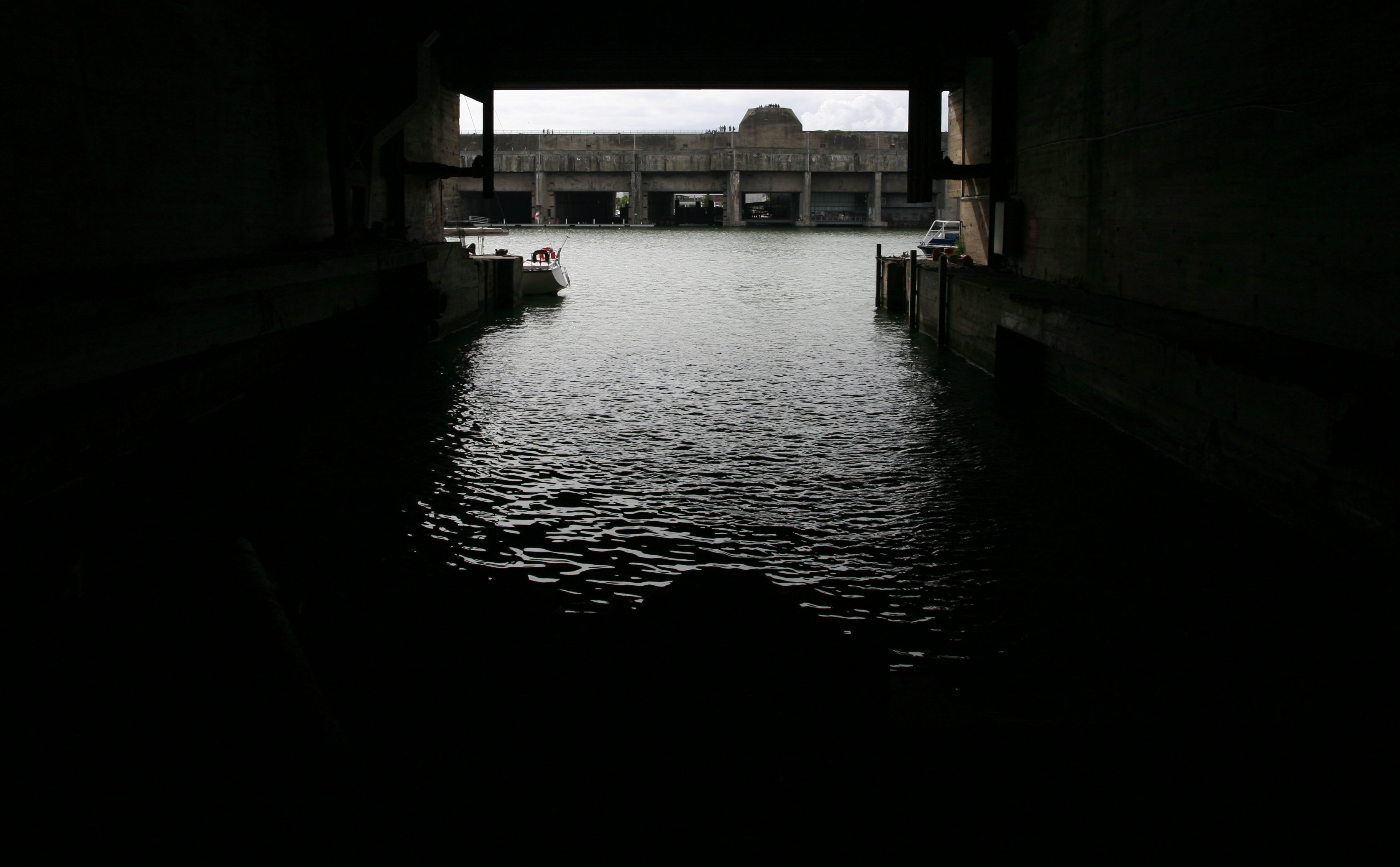
Casamata para proteção dos U-Boots na base de St. Nazaire.

|       | Comandante            | Partida                | Partida     | Chegada                | Chegada     | Dias | Tonelagem afundada |
| ----- | --------------------- | ---------------------- | ----------- | ---------------------- | ----------- | ---- | ------------------ |
| 1     | Wolfgang Hermann      | 22 de setembro de 1942 | Kiel        | 18 de novembro de 1942 | Lorient     | 58   |                    |
| 2     | Wolfgang Hermann      | 19 de dezembro de 1942 | Lorient     | 7 de fevereiro de 1943 | St. Nazaire | 51   | 5 598              |
| 3     | Heinz-Eberhard Müller | 23 de março de 1943    | St. Nazaire | 23 de maio de 1943     | St. Nazaire | 58   | 20 185             |
| 4     | Heinz-Eberhard Müller | 26 de junho de 1943    | St. Nazaire | 23 de julho de 1943    | afundado    | 26   |                    |
| Total | Total                 | Total                  | Total       | 193 dias               | 25 783      |      |                    |

### Navios atacados peloU-662
| Data                   | Comandante            | Nome do navio              | Toneladas | Nacionalidade | Comboio |
| ---------------------- | --------------------- | -------------------------- | --------- | ------------- | ------- |
| 29 de dezembro de 1942 | Wolfgang Hermann      | SS Ville de Rouen          | 5 598     | Reino Unido   | ONS-154 |
| 29 de março de 1943    | Heinz-Eberhard Müller | SS Empire Whale            | 6 159     | Reino Unido   | SL-126  |
| 29 de março de 1943    | Heinz-Eberhard Müller | Ocean Viceroy (danificado) | 7 174     | Reino Unido   | SL-126  |
| 29 de março de 1943    | Heinz-Eberhard Müller | Umaria                     | 6 852     | Reino Unido   | SL-126  |

## Operações conjuntas de ataque
O U-662 participou das seguinte operações de ataque combinado durante a sua carreira:
- Rudeltaktik Panther (6 de outubro de 1942 - 12 de outubro de 1942)
- Rudeltaktik Leopard (12 de outubro de 1942 - 19 de outubro de 1942)
- Rudeltaktik Südwärts (24 de outubro de 1942 - 26 de outubro de 1942)
- Rudeltaktik Delphin (4 de novembro de 1942 - 5 de novembro de 1942)
- Rudeltaktik Spitz (22 de dezembro de 1942 - 31 de dezembro de 1942)
- Rudeltaktik Jaguar (18 de janeiro de 1943 - 31 de janeiro de 1943)
- Rudeltaktik sem nome (27 de março de 1943 - 30 de março de 1943)
- Rudeltaktik Adler (7 de abril de 1943 - 13 de abril de 1943)
- Rudeltaktik Meise (13 de abril de 1943 - 22 de abril de 1943)
- Rudeltaktik Specht (22 de abril de 1943 - 4 de maio de 1943)
- Rudeltaktik Fink (4 de maio de 1943 - 6 de maio de 1943)